# Tir amb arc als Jocs Olímpics d'estiu de 1908 - doble ronda York masculina

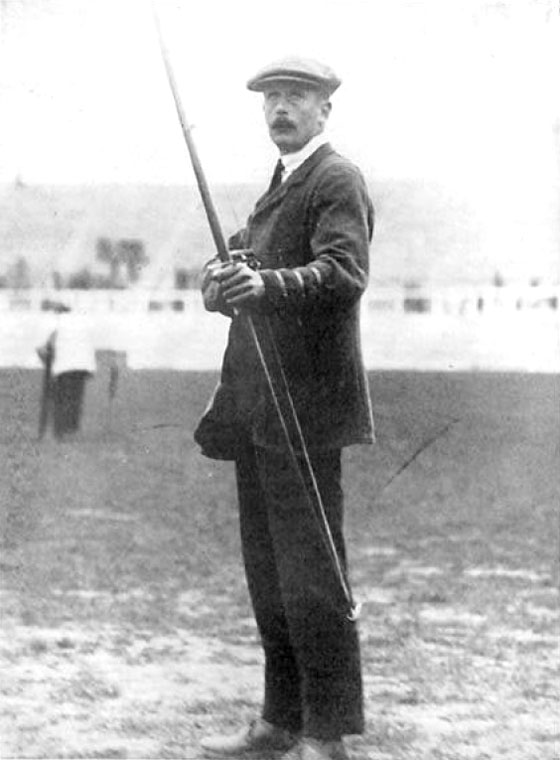
William Dod, vencedor de la doble ronda York als Jocs Olímpics de Londres.

La doble ronda York masculina va ser una de les tres proves de tir amb arc que es van disputar als Jocs Olímpics de Londres de 1908.
Els arquers van disparar un total de 288 fletxes, 144 en cada ronda. La competició es va disputar el divendres 17 de juliol i el dissabte, 18 de juliol, amb una ronda cada dia. Cada ronda consistia amb 72 fletxes llançades a 100 iardes (91,4 m), 48 fletxes a 80 iardes (73 m) i 24 fletxes a 60 iardes (54,8 m).
Vint-i-set arquers de tres nacionalitats hi van prendre part. El vencedor fou el britànic William Dod, amb 47 punts d'avantatge sobre el seu compatriota Reginald Brooks-King. L'únic arquer estatunidenc, Henry B. Richardson, guanyà la medalla de bronze, mentre el millor francès fou 16è.

## Medallistes
| Or                | Plata                      | Bronze                    |
| William Dod (GBR) | Reginald Brooks-King (GBR) | Henry B. Richardson (USA) |

## Resultats
| Pos. | Atleta                 | Nacionalitat | 60 iardes | 80 iardes | 100 iardes | Total |
| ---- | ---------------------- | ------------ | --------- | --------- | ---------- | ----- |
| 1    | William Dod            | Regne Unit   | 224       | 299       | 292        | 815   |
| 2    | Reginald Brooks-King   | Regne Unit   | 218       | 300       | 250        | 768   |
| 3    | Henry B. Richardson    | Estats Units | 221       | 291       | 248        | 760   |
| 4    | John Penrose           | Regne Unit   | 206       | 244       | 259        | 709   |
| 5    | John Bridges           | Regne Unit   | 240       | 253       | 194        | 687   |
| 6    | Harold James           | Regne Unit   | 165       | 275       | 212        | 652   |
| 7    | Theodore Robinson      | Regne Unit   | 192       | 188       | 267        | 647   |
| 8    | Hugh Nesham            | Regne Unit   | 195       | 267       | 181        | 643   |
| 9    | John Keyworth          | Regne Unit   | 144       | 234       | 244        | 622   |
| 10   | Charles Keene          | Regne Unit   | 173       | 204       | 166        | 543   |
| 11   | Capel Pownall          | Regne Unit   | 111       | 184       | 237        | 532   |
| 12   | Joseph Stopford        | Regne Unit   | 144       | 204       | 182        | 530   |
| 13   | Robert Backhouse       | Regne Unit   | 194       | 222       | 100        | 516   |
| 14   | Robert Heathcote       | Regne Unit   | 160       | 198       | 118        | 476   |
| 15   | Geoffrey Cornewall     | Regne Unit   | 121       | 144       | 165        | 430   |
| 16   | Henri Berton           | França       | 141       | 156       | 128        | 425   |
| 17   | Eugène Richez          | França       | 119       | 157       | 142        | 418   |
| 18   | Charles Coates         | Regne Unit   | 100       | 165       | 148        | 413   |
| 19   | Eugène Grisot          | França       | 159       | 162       | 89         | 410   |
| 20   | Louis Vernet           | França       | 143       | 138       | 104        | 385   |
| 21   | Richard Bagnall-Oakley | Regne Unit   | 121       | 149       | 104        | 374   |
| 22   | Louis-Albert Salingré  | França       | 150       | 158       | 39         | 347   |
| 23   | Albert Dauchez         | França       | 99        | 86        | 95         | 280   |
| 24   | Charles Quervel        | França       | 130       | 90        | 21         | 241   |
| 25   | Édouard Beaudoin       | França       | 81        | 92        | 42         | 215   |
| 26   | Gustave Cabaret        | França       | 106       | 14        | 71         | 191   |
| 27   | Alfred Poupart         | França       | 19        | 17        | 0          | 36    |